# Конник (Древен Рим)
Конникът (на латински: Eques) е представител на социална прослойка в Древен Рим, наречена Конническо съсловие.
Първоначално конниците са римски граждани, които могат да си позволят да имат кон и да служат в кавалерията. По-късно за приемането в съсловието на конниците е необходимо имущество от най-малко 400 000 сестерции.
По времето на Римската република конниците са заможната средна класа, като в устройството на римското общество заемат мястото между плебса и патрициите. В центурианското събрание конническото съсловие (на латински: ordo equester) образува 18 центурии, които имат право да гласуват първи. Повечето конници са едри и средни поземлени собственици, предприемачи или банкери. По време на война те са осигурявали кавалерията и офицерите на римската армия.